# Диллахант, Гаррет
Гаррет Ли Диллахант (англ. Garret Lee Dillahunt; род. 24 ноября 1964; Кастро-Валли, Калифорния, США) — американский актёр.

## Биография
Диллахант родился в г. Кастро-Валли, штат Калифорния и вырос в г. Села, штат Вашингтон. Он учился в Вашингтонском университете, где изучал журналистику. Позже отправился на учёбу в аспирантуру Нью-Йоркского университета, по программе для выпускников.
Проработав несколько лет на Бродвее, Диллахант начал поиск ролей на телевидении и в кино. Он регулярно появлялся в нескольких коротких сериалах на ABC и Showtime, прежде чем сыграть двух совершенно разных персонажей в сериале «Дедвуд»: шулера Джека Макколла в 2004 году и геолога Фрэнсиса Уолкотта в 2005 году. Позже он получил постоянную роль в сериале «4400».
Диллахант исполнял роль персонажа Стива Кёртиса в течение трех сезонов сериала «Скорая помощь» (2005-06). Затем он играл д-р Майкл Смита в телесериале «Джон из Цинциннати». Он сыграл роль Джона Генри/Кромарти в сериале «Терминатор: Битва за будущее»; русского гангстера по имени Роман Невиков в сериале «Жизнь»; парализованного серийного убийцу Мейсона Тернера в сериале «Мыслить как преступник». Кроме того, Диллахант исполнил роль Иисуса Христа в мини-сериале «Книга Даниэля».
В число его киноработ входит участие в фильмах — «Как трусливый Роберт Форд убил Джесси Джеймса», «Старикам тут не место», «Дорога», «Последний дом слева» и инди-фильм ужасов, «Во власти тигра».
20 августа 2009 года было объявлено, что Диллахант вместе с Рози Перес примет участие в одном из эпизодов сериала «Закон и порядок: Специальный корпус», темой серии стали права педофилов. Диллахант играл главу организации педофилии. Эпизод получил название «It’s called 'Hardwired'», исполнительный продюсер Нил Баер прокомментировал — «потому что они полагают, что педофилия — [генетическое предопределение]». Диллахант был приглашенной звездой, на роль Саймона Эшера в финальной серии третьего сезона сериала «Чёрная метка», премьера которой состоялась 4 марта 2010, позже он вернулся к этой роли в четвёртом сезоне шоу. Диллахант снялся в роли главаря банды каннибалов в фильме «Дорога», базирующемся на одноименном романе, получившем множество наград. Начиная с 4-го сезона исполняет одну из главных ролей в телесериале «Бойтесь ходячих мертвецов» — Джона Дори.

## Личная жизнь
С 2007 года Диллахант женат на актрисе Мишель Хёрд.

## Фильмография
| Год          |   | Русское название                              | Оригинальное название                                      | Роль                              |
| ------------ | - | --------------------------------------------- | ---------------------------------------------------------- | --------------------------------- |
| 2001         | ф | Фанатик                                       | The Believer                                               | Биллингс                          |
| 2001         | ф | Leap Years                                    | Leap Years                                                 | Грэгори Пагет                     |
| 2003         | ф | A Minute with Stan Hooper                     | A Minute with Stan Hooper                                  | Лу Петерсон                       |
| 2004—2005    | с | Дедвуд                                        | Deadwood                                                   | Джек Макколл, Фрэнсис Уолкотт     |
| 2005—2006    | с | Скорая помощь                                 | ER                                                         | Стив Кёртис                       |
| 2005—2006    | с | 4400                                          | The 4400                                                   | Мэтью Росс                        |
| 2006         | с | Книга Даниэля                                 | The Book of Daniel                                         | Иисус Христос                     |
| 2007         | ф | Старикам тут не место                         | No Country for Old Men                                     | заместитель шерифа Уэндэл         |
| 2007         | ф | Джон из Цинциннати                            | John from Cincinnati                                       | д-р Майкл Смита                   |
| 2007         | с | Схватка                                       | Damages                                                    | Маршал Филипс                     |
| 2007         | ф | Как трусливый Роберт Форд убил Джесси Джеймса | The Assassination of Jesse James by the Coward Robert Ford | Эд Миллер                         |
| 2007—2009    | с | Жизнь как приговор                            | Life                                                       | Роман Невиков                     |
| 2008         | ф | Pretty Bird                                   | Pretty Bird                                                | Карсон Траш                       |
| 2008         | ф | John's Hand                                   | John's Hand                                                | Джон                              |
| 2009         | ф | Water Pills                                   | Water Pills                                                | Холл                              |
| 2008—2009    | с | Терминатор: Битва за будущее                  | Terminator: The Sarah Connor Chronicles                    | Джордж Лэзлоу/Кромарти/Джон Генри |
| 2009         | ф | Последний дом слева                           | The Last House on the Left                                 | Крэг, убийца и насильник          |
| 2009         | ф | Дорога                                        | The Road                                                   | главарь банды каннибалов          |
| 2009         | ф | Во власти тигра                               | Burning Bright                                             | Джонни Гавинау                    |
| 2009         | ф | Обмани меня                                   | Lie to Me                                                  | Эрик Метисон                      |
| 2009         | с | Белый воротничок                              | White Collar                                               | Грэгори Аймс                      |
| 2010         | с | Чёрная метка                                  | Burn Notice                                                | Саймон Эшер                       |
| 2010         | ф | Зимняя кость                                  | Winter's Bone                                              | шериф Баскин                      |
| 2010—2012    | с | Воспитывая Хоуп                               | Raising Hope                                               | Бёрт Чэнс                         |
| 2012         | ф | Петля времени                                 | Looper                                                     | Джесси                            |
| 2012         | ф | Сейчас или никогда                            | Any Day Now                                                | Пол                               |
| 2013         | ф | 12 лет рабства                                | 12 Years a Slave                                           | Армсби                            |
| 2013         | ф | Писа́ка                                        | The Scribbler                                              | Хоган                             |
| 2016         | ф | Найди меня, если сможешь                      | Come and Find Me                                           | Джон Хэлл                         |
| 2017—2018    | с | Одарённые                                     | The Gifted                                                 | Родерик Кэмпбелл                  |
| 2018         | ф | Дикий                                         | Braven                                                     | Кассен                            |
| 2018         | ф | Вдовы                                         | Widows                                                     | Бэш О’Райли                       |
| 2018—2020    | с | Бойтесь ходячих мертвецов                     | Fear the Walking Dead                                      | Джон Дори                         |
| 2020         | ф | Сержиу                                        | Sergio                                                     | Уильям фон Зеле                   |
| 2021         | ф | Армия мертвецов                               | Army of the Dead                                           | Мартин                            |
| 2022         | ф | Скорая                                        | Ambulance                                                  | капитан Монро                     |
| 2022         | ф | Там, где раки поют                            | Where the Crawdads Sing                                    | Джексон Кларк                     |
| 2022         | ф | Блондинка                                     | Blonde                                                     | Босс (в титрах не указан)         |
| 2024         | с | Большой потенциал                             | High Potential                                             | лейтенант Мелон                   |
| 2024 — н. в. | с | Истерия!                                      | Hysteria!                                                  | Преподобный                       |
|              | с | Фонари                                        | Lanterns                                                   | Уильям Мэйкон                     |